# Lega Pro Prima Divisione
Lega Pro Prima Divisione (fram till 2008 känd som Serie C1) var tidigare den tredje nivån i professionell fotboll i Italien. 
Ligan var indelad i tre avdelningar. A, B och C, som innehöll 20 lag i varje. Vinnaren i varje avdelning flyttades upp till Serie B medan tre lag flyttades ned till Lega Pro Seconda Divisione.